# L'ultimo imperatore
(Aisin-Gioro Pu Yi a Mr. Johnston)
L'ultimo imperatore (The Last Emperor) è un film del 1987 diretto da Bernardo Bertolucci.
Il soggetto trae spunto da Sono stato imperatore, l'autobiografia di Pu Yi. Colossal epico-biografico di successo mondiale, segnò una svolta decisiva nella carriera del regista e ricevette un vasto numero di riconoscimenti, tra cui nove Oscar e nove David di Donatello.

## Trama
Manciuria, confine tra Unione Sovietica e Repubblica Popolare Cinese, anno 1950. Un treno militare, proveniente dall'Unione Sovietica e carico di prigionieri di guerra, fa il suo arrivo in un avamposto della Cina. Tra i prigionieri accusati di aver collaborato con l'invasore giapponese durante la guerra vi è anche Aisin-Gioro Pu Yi, l'ultimo e ormai ex imperatore cinese: non si distingue per nulla dagli altri prigionieri, e i soldati lo trattano con la stessa durezza che riservano agli altri ostaggi. Facendo drammaticamente i conti con un avvenire nei panni di un carcerato senza importanza e prospettive, tenta il suicidio tagliandosi le vene dei polsi e immergendo le mani nell'acqua calda di un gabinetto. Mentre i guardiani, che hanno intuito quanto sta accadendo, tentano di sfondare la porta, la mente di Pu Yi inizia a rievocare la sua vita fin dal primo ricordo d'infanzia.
La vicenda si sposta nella Pechino del 1908. La millenaria Cina di questi anni e il suo impero sono scossi da avvenimenti politici e sociali disastrosi, oltre che da intrighi di palazzo e nobiliari assai tortuosi. Sia l'aristocrazia sia la burocrazia si fondano infatti sulle cospirazioni, ed ogni casa feudale complotta per un sempre maggior potere. La corruzione e l'ambizione sono ovunque, soprattutto adesso che l'imperatore Guangxu è appena morto, avvelenato dalle persone che gli erano più vicine subito dopo aver detto di voler riformare da cima a fondo l'impero, che ora attende di incoronare il nuovo Signore dei Diecimila Anni. Pu Yi, figlio di appena tre anni del principe Chun, viene condotto per ordine dell'Imperatrice Vedova entro le mura della Città Proibita, luogo riservato alla dimora imperiale e sede della celebre corte di eunuchi. Qui il bambino assiste alla morte della vecchia sovrana, chiamata il "Vecchio Buddha", da cui viene nominato erede al trono.
Immediatamente dopo, durante un'antica cerimonia ricca di colore e solennità, il bambino viene incoronato nuovo Signore dei Diecimila Anni, in presenza dei più alti dignitari cinesi e militari; come animale domestico gli viene donato un piccolo grillo da un suddito che ha viaggiato fino alla capitale per assistere all'evento. Dal giorno dell'incoronazione in avanti Pu Yi viene tenuto isolato da tutto il resto della Cina e dal mondo circostante al Palazzo Imperiale, da cui gli è categoricamente proibito di uscire. Per ovvi impedimenti d'età non viene informato delle questioni di governo e di Stato, e non esercita minimamente il suo immenso potere, svolto invece dai suoi ministri e dagli eunuchi di corte, i quali lo crescono in un clima di forte ipocrisia e opportuno servilismo. L'unica persona che lo ama veramente è Ar Mo, la sua balia.
A questo punto la scena ritorna al 1950: Pu Yi viene salvato dal governatore del carcere, che gli tampona le ferite e lo fa trasportare fino alla sua cella, dove viene internato insieme al fratello minore. Questo gli fa ricordare ancora l'infanzia alla Città Proibita, dove un giorno riceve la visita sua e della madre, i quali gli portano in dono un pregiato aquilone. Ma ormai l'Impero cinese, dopo anni di stremo e sommosse in ogni dove, collassa definitivamente: la Cina viene sconvolta dalla guerra civile e diviene una repubblica. Il piccolo Pu Yi, che assiste indignato alla provocatoria parata del presidente entro le mura della Città Proibita, cuore dell'abbattuto Impero, viene di fatto lasciato regnare solamente sulla sua corte di dignitari ipocriti e adulatori, all'interno delle mura della Città Proibita. Fregiato ironicamente del titolo di Imperatore della Città Proibita, ormai si rende conto di essere imperatore solo di nome, come il suo stesso Gran Tutore, suo unico amico e consigliere, gli fa capire benevolmente. Nello stesso periodo la balia Ar Mo gli viene portata via per sempre, mentre lui rimane in compagnia di severe Alte Consorti, mogli dei precedenti Signori dei Diecimila Anni.
La scena si sposta prima al 1950 e poi al maggio 1919, quando un gentiluomo europeo, Reginald Johnston, assume l'incarico di precettore privato del sovrano ormai adolescente, dal quale riceve l'onore di risiedere stabilmente alla Città Proibita e il diritto di essere trasportato in una lettiga da quattro portatori. Mr. Johnston, persona colta e distinta, piena di umanità e saggezza, è il primo ad affacciare l'imperiale discepolo alla realtà e alla modernità, con una profonda e sincera nota di benevolenza, attirandosi però le pregiudiziali antipatie e le contrarietà delle dame di compagnia e degli eunuchi. Il massimo degli attriti si raggiunge quando il precettore insiste perché Pu Yi indossi stabilmente gli occhiali, prevenendo una sicura perdita della vista, e impari a usare la bicicletta. Poco dopo essere rimasto orfano di madre, morta dopo aver inghiottito una palla di oppio, il giovane sovrano prende due mogli, lamentandosi con Mr. Johnston di non aver potuto scegliere, e di volere piuttosto una moglie moderna che conosca i moderni balli dell'Occidente e che parli inglese e francese. Inoltre palesa più volte al suo precettore l'intenzione di voler andare all'università di Oxford, scappando da tutto ciò che ha sempre conosciuto.
La scena ritorna alla prigione comunista di Fushun nel 1950, e Pu Yi viene convocato per la prima volta agli interrogatori. Il personale non lo chiama neppure più con il suo nome, ma con il solo numero di matricola, 981, e lo inquisisce sulla sua vita e sulle colpe di cui viene accusato dal governo centrale cinese, vale a dire di essere un collaborazionista, un traditore e un controrivoluzionario. L'ultimo imperatore, visibilmente umiliato e spogliato di tutta la sua aristocratica alterigia, comincia a narrare flebilmente le circostanze che lo portarono fuori della Città Proibita fino a subire l'influenza pesante dei giapponesi, mentre le scene si spostano proprio in quel periodo, quando cioè il governo centrale cinese viene sciolto e costretto alla fuga, facendo sì che la Cina si divida in tante parti soggette a differenti signori della guerra, che si combattono in ogni dove per il controllo definitivo di uno Stato che ormai si è fatto corrotto quanto il vecchio impero. Gran parte della Cina finisce sotto il controllo del generale Chiang Kai-shek e dei nazionalisti del Kuomintang. Tratto in arresto, Pu Yi trova rifugio all'ambasciata giapponese, dove gli viene promesso il regno della Manciuria, terra di origine della sua antica dinastia.
Per anni, mentre la Cina si logora con le lotte dei signori della guerra, l'ex regnante si trasforma in un playboy di provincia a Tientsin, dove assume il nome di Henry Pu Yi. I suoi dignitari non si stancano mai di indurlo a spendere ingenti quantità di denaro nel tentativo di comprare la preziosa amicizia di qualche personaggio influente, sia esso cinese, giapponese o qualche generale della Russia Bianca, ma a Pu Yi interessa solo l'Occidente e tutto ciò che lo rappresenta, dalla gomma da masticare ai balli più moderni. Nel frattempo il suo legame con la sua seconda moglie si deteriora, fino al giorno in cui lei confessa di sentirsi trascurata, invocando il divorzio e abbandonando il tetto coniugale. Alla notizia che i soldati del Kuomintang hanno profanato le tombe imperiali, arricchendosi con il bottino e divertendosi a squartare i cadaveri ivi sepolti, Pu Yi si decide a collaborare definitivamente e totalmente con i giapponesi, per il cui imperatore, suo quasi coetaneo, prova stima e considerazione. La notizia però desta paura nella moglie che gli è rimasta accanto e nel Gran Tutore, i quali più volte tentano di fargli capire che i giapponesi si stanno approfittando di lui per i propri interessi di conquista.
Nel 1934, a seguito di una fastosa incoronazione, viene messo a capo del Manchukuo, il quale, dietro la facciata di stato mancese indipendente, diviene presto una colonia dove i giapponesi sperimentano armi chimiche, incoraggiano l'immigrazione nipponica e avviano la commercializzazione dell'oppio, attività che si rivela particolarmente adatta per finanziare la guerra. Erroneamente convinto della cortesia e dell'amicizia con i giapponesi, Pu Yi è invece solo un burattino sfruttato come copertura degli invasori. A seguito di una visita in Giappone, dove viene ricevuto dall'Imperatore Hirohito, tenta di frenare l'influenza nipponica in Manchukuo, sostenendo che la Manciuria sia un alleato del Giappone, e non una sua colonia. La reazione che i suoi timidi tentativi riscuotono sono l'ira di Masahiko Amakasu, suo consulente giapponese, e il progressivo allontanarsi dei propri stessi collaboratori.
Nel mondo infuria la devastante seconda guerra mondiale, destinata a stravolgere gli equilibri tra le nazioni, ma per Pu Yi i cambiamenti non sono migliori: i nipponici disarmano la sua guardia personale e allontanano l'imperatrice dal Palazzo imperiale, la quale ha appena partorito un bambino, concepito da un'unione adulterina con l'autista dello stesso imperatore e che essi uccideranno tramite un'iniezione letale, facendolo credere nato morto. Nel 1945, al termine della guerra, i giapponesi stanno per essere sconfitti e abbandonano Pu Yi al suo destino: i fedeli dell'imperatore cercano di salvarlo portandolo in Giappone, ma l'aereo viene intercettato prima del decollo e Pu Yi viene così catturato dai sovietici. Trascorrerà cinque anni di detenzione in Unione Sovietica, prima di venire consegnato ai maoisti, che lo imprigioneranno a loro volta.
Nel 1959, dopo nove anni trascorsi sottoposto a una totale rieducazione tesa a fare di lui un cittadino modello della Cina comunista, durante i quali ha studiato il maoismo e ha lavorato con passione come giardiniere, l'ultimo imperatore viene rimesso in libertà per ordine del Supremo Tribunale del Popolo: alla sua uscita dal carcere è ormai un uomo vecchio e stanco, completamente solo, mentre la Cina come lui la conosceva è cambiata radicalmente in tutti i settori della società e della politica, lasciando lo spazio a una nazione assai differente. Non gli resta quindi che vivere una malinconica e invisibile vita da giardiniere, come i milioni di cittadini senza ricchezze, fama, cariche o titoli onorifici.
Nel 1967, nel pieno della famigerata Rivoluzione culturale e all'apice del potere di Mao e del suo culto personale, Pu Yi assiste in mezzo alla folla in delirio a una manifestazione delle Guardie Rosse, che trascinano in piazza alcuni cittadini accusati di varie colpe contro la Cina comunista: tra di essi vi è anche il governatore della sua stessa prigione, accusato di revisionismo, servilismo di casta e controrivoluzione. Per l'ex sovrano cinese questo è un duro colpo, poiché l'uomo che ha fatto di lui un cittadino modello agli occhi del partito comunista è stato di fatto estromesso dallo stesso governo centrale di Pechino. Dopo essere stato trascinato via e gettato a terra da un gruppo di giovani esaltati, l'anziano e malfermo Pu Yi paga come un qualsiasi altro visitatore il biglietto all'entrata del suo ex Palazzo imperiale, la Città Proibita, una volta residenza ufficiale degli imperatori cinesi fin dal Medioevo ed ora un semplice museo, che visita con grande commozione, rievocando i lontani giorni perduti in cui l'abitava. Quando incontra il figlio del custode del museo, gli confida di essere stato l'ultimo imperatore della Cina e, per dimostrarlo, estrae da sotto il trono una scatola che contiene, ancora vivo, il grillo che gli era stato donato sessant'anni prima, all'atto della sua incoronazione.
Il film si conclude nel presente, con una folla di turisti che accede all'imponente sala dove Pu Yi fu incoronato da piccolo, mentre la guida cita la sua morte, avvenuta nel 1967.

## Produzione

### Sceneggiatura

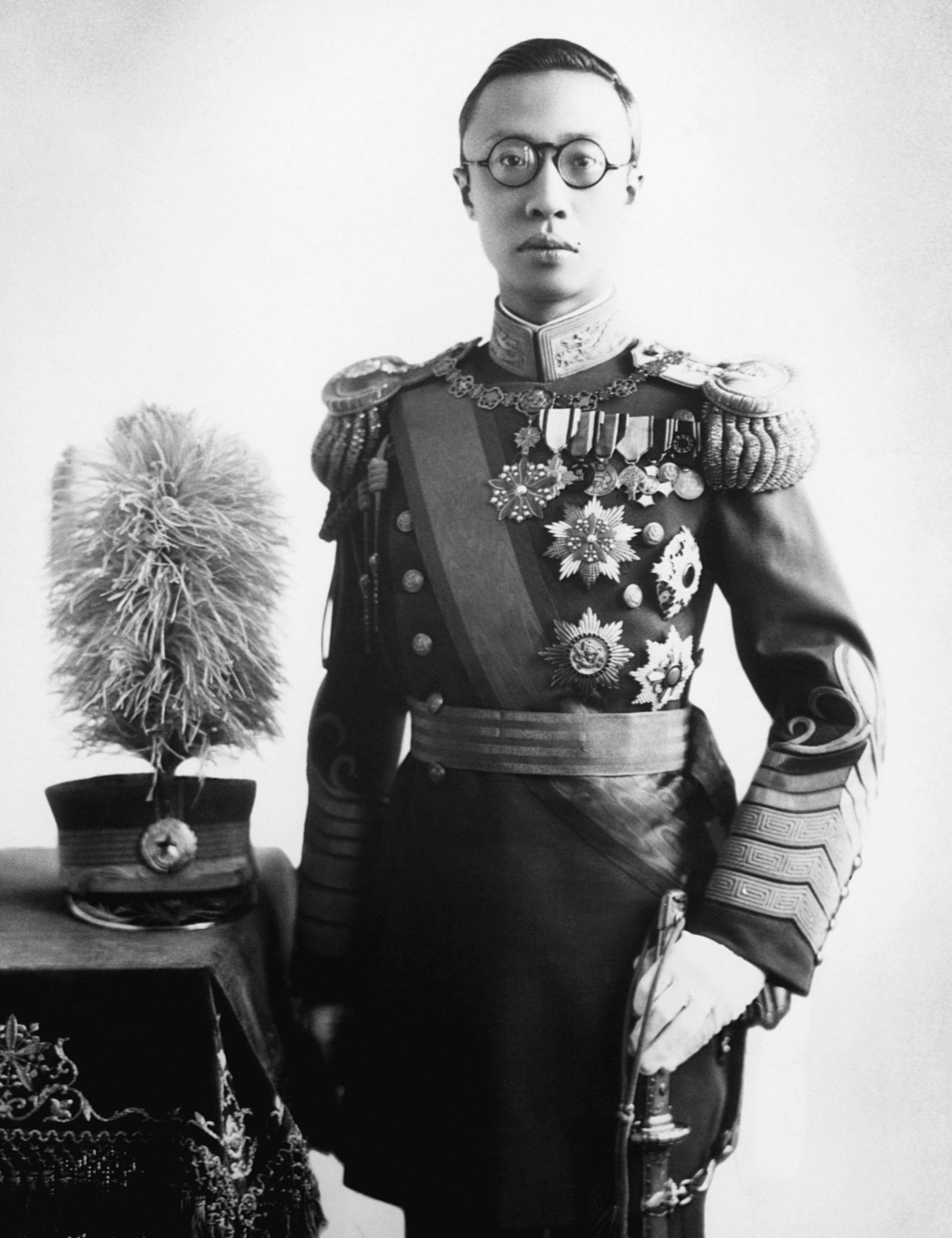
Il vero imperatore Pu Yi

Il regista Bernardo Bertolucci ha proposto il film al governo cinese come uno dei due possibili progetti; l'altro era un adattamento di La condizione umana di André Malraux. Gli sceneggiatori ignorarono nella stesura l'omosessualità del personaggio di Pu Yi, scatenando la protesta dopo la prima proiezione della comunità gay.

### Cast
Per il ruolo dell'imperatore adulto fu scelto l'attore John Lone, nato a Hong Kong e formatosi all'Opera di Pechino, considerato adatto per incarnare la raffinatezza e la decadenza sensuale del personaggio. Per l'attrice Joan Chen, che interpretava la moglie Wang Jung, le riprese del cinema significarono il ritorno alla terra natale, dove a quattordici anni aveva interpretato Youth, il film che aveva lanciato la sua carriera.

### Riprese
Il film ha ricevuto il rarissimo permesso, soprattutto per un regista non cinese, di effettuare le riprese entro le mura della Città Proibita, dove gran parte della vita di Pu Yi ha avuto luogo, divenendo di fatto il primo film occidentale in cui si mostra l'autentica ambientazione della corte imperiale cinese, dopo le riprese della serie Marco Polo di qualche anno prima, da cui Bertolucci trasse anche ispirazione per alcune scene.
In previsione del film Bertolucci arruolò circa ventimila comparse (quasi tutti soldati dell'esercito popolare cinese) e trecento tecnici tra italiani, inglesi e cinesi, che lavorarono sul set per circa sei mesi. Il blocco di riprese totali ebbe luogo tra il 28 luglio 1986 e il 30 gennaio 1987. Oltre che a Pechino, le riprese si sono svolte negli studi di Cinecittà a Roma.

### Versione 3D
Nel 2013 è stata realizzata una versione restaurata in 4K e in 3D del film. Ha richiesto oltre un anno di lavoro e oltre due milioni di dollari di investimento. Anche per questa versione il produttore è Jeremy Thomas e il direttore della fotografia è Vittorio Storaro.

## Distribuzione
Il film venne distribuito nel circuito cinematografico italiano il 23 ottobre del 1987.
Il film andò in onda in versione estesa, in prima visione televisiva italiana, il 17 e il 18 dicembre 1989 alle ore 20:30 su Rai 1; la seconda parte fu inserita all'interno dell'ultima puntata del programma Terre lontane, ideato e condotto da Enzo Biagi, che in tale occasione intervistò anche l'ultima moglie di Pu Yi.
La versione 3D del film, presentata come L'ultimo imperatore 3D, è uscita nei cinema italiani il 10 e 11 settembre 2013, distribuita da Videa.

## Accoglienza
Il film, grazie ai notevoli incassi e al trionfo alla notte degli Oscar, segnò una sorta di riscatto dei film storici, o del cinema-spettacolo nella tradizione di Cecil B. DeMille. Il film uscì in Italia il 23 ottobre 1987 e negli Usa il 18 novembre. Gli incassi furono notevoli: la pellicola raggiunse quasi i 44 milioni di dollari negli Stati Uniti, e in totale incassò oltre 78 milioni di dollari. In Italia fu il 1º film per incassi della stagione 1987-1988.

## Riconoscimenti
- 1988 - Premio Oscar
  - Miglior film a Jeremy Thomas
  - Migliore regia a Bernardo Bertolucci
  - Miglior sceneggiatura non originale a Mark Peploe e Bernardo Bertolucci
  - Miglior fotografia a Vittorio Storaro
  - Miglior scenografia a Ferdinando Scarfiotti, Bruno Cesari e Osvaldo Desideri
  - Migliori costumi a James Acheson
  - Miglior montaggio a Gabriella Cristiani
  - Miglior sonoro a Bill Rowe e Ivan Sharrock
  - Miglior colonna sonora a Ryūichi Sakamoto, Cong Su e David Byrne
- 1988 - Golden Globe
  - Miglior film drammatico
  - Migliore regia a Bernardo Bertolucci
  - Migliore sceneggiatura a Mark Peploe, Bernardo Bertolucci e Enzo Ungari
  - Miglior colonna sonora a Ryūichi Sakamoto, Cong Su e David Byrne
  - Candidatura Miglior attore in un film drammatico a John Lone
- 1989 - Premio BAFTA
  - Miglior film a Jeremy Thomas e Bernardo Bertolucci
  - Migliori costumi a James Acheson
  - Miglior trucco a Fabrizio Sforza
  - Candidatura Migliore regia a Bernardo Bertolucci
  - Candidatura Miglior attore non protagonista a Peter O'Toole
  - Candidatura Migliore fotografia a Vittorio Storaro
  - Candidatura Migliore scenografia a Ferdinando Scarfiotti
  - Candidatura Miglior montaggio a Gabriella Cristiani
  - Candidatura Miglior sonoro a Ivan Sharrock, Bill Rowe e Les Wiggins
  - Candidatura Migliori effetti speciali a Giannetto De Rossi e Fabrizio Martinelli
  - Candidatura Miglior colonna sonora a Ryūichi Sakamoto, Cong Su e David Byrne
- 1988 - David di Donatello
  - Miglior film
  - Migliore regia a Bernardo Bertolucci
  - Miglior produttore a Jeremy Thomas
  - Miglior attore non protagonista a Peter O'Toole
  - Migliore sceneggiatura a Mark Peploe e Bernardo Bertolucci
  - Migliore fotografia a Vittorio Storaro
  - Migliore scenografia a Ferdinando Scarfiotti, Bruno Cesari e Osvaldo Desideri
  - Migliori costumi a James Acheson e Ugo Pericoli
  - Miglior montaggio a Gabriella Cristiani
  - Candidatura Miglior attrice non protagonista a Vivian Wu
- 1988 - Premio César
  - Miglior film straniero a Bernardo Bertolucci
  - Candidatura Miglior manifesto a Philippe Lemoine
- 1988 - National Board of Review Award
  - Premio per la libertà d'espressione a Bernardo Bertolucci
  - Migliori dieci film
- 1987 - New York Film Critics Circle Award
  - Migliore fotografia a Vittorio Storaro
- 1987 - Los Angeles Film Ctitics Association Award
  - Migliore fotografia a Vittorio Storaro
  - Miglior colonna sonora a David Byrne, Ryūichi Sakamoto e Cong Su
- 1988 - European Film Award
  - Premio Speciale della Giuria a Bernardo Bertolucci
- 1988 - Nastro d'argento
  - Regista del miglior film straniero a Bernardo Bertolucci
  - Migliore scenografia a Ferdinando Scarfiotti
  - Miglior montaggio a Gabriella Cristiani
  - Miglior doppiaggio maschile a Giuseppe Rinaldi (Per la voce di Peter O'Toole)
- 1988 - Ciak d'oro
  - Ciak d'oro per il miglior film[7]
  - Miglior regista a Bernardo Bertolucci[7]
  - Migliore fotografia a Vittorio Storaro[7]
  - Migliore scenografia a Ferdinando Scarfiotti, Bruno Cesari, Osvaldo Desideri[7]
  - Migliore montaggio a Gabriella Cristiani[7]
- 1988 - American Cinema Editors
  - Miglior montaggio a Gabriella Cristiani
- 1988 - American Society of Cinematographers
  - Candidatura Migliore fotografia a Vittorio Storaro
- 1988 - British Society of Cinematographers
  - Migliore fotografia a Vittorio Storaro
- 1989 - Awards of the Japanese Academy
  - Miglior film straniero
- 1988 - Boston Society of Film Critics Award
  - Migliore fotografia a Vittorio Storaro
- 1988 - Casting Society of America
  - Miglior casting a Joanna Merlin
- 1988 - Directors Guild of America
  - DGA Award a Bernardo Bertolucci
- 1990 - Golden Screen
  - Golden Screen Award
- 1989 - Grammy Award
  - Miglior colonna sonora a Ryūichi Sakamoto, Cong Su e David Byrne
- 1989 - Guild of German Art House Cinemas
  - Miglior film straniero a Bernardo Bertolucci
- 1988 - Hochi Film Award
  - Miglior film straniero a Bernardo Bertolucci
- 1989 - Joseph Plateau Award
  - Miglior film straniero
- 1989 - Kinema Junpo Award
  - Miglior film straniero
- 1988 - Nikkan Sports Film Award
  - Miglior film straniero
- 1988 - Sant Jordi Award
  - Miglior film straniero
- 1988 - National Society of Film Critics Award
  - Candidatura Miglior film
- 1988 - Writers Guild of America
  - Candidatura WGA Award a Mark People e Bernardo Bertolucci